# US Le Pontet Grand Avignon 84
L'US Le Pontet Grand Avignon 84 est un club français de football fondé en 1980 basé au Pontet dans la banlieue d'Avignon. Le club évolue au stade de Montbord.

## Histoire

### Genèse du club (1980-1984)
Le club est fondé en 1980 sous le nom d'Olympique Pontétien puis adopte en 1984 son nom actuel. Le club a développé en une vingtaine d'années une rivalité croissante avec son voisin de la banlieue avignonnaise le SCM (Sporting Club de Montfavet). En 2007, il est le club le mieux placé en division nationale (CFA) et possède le meilleur potentiel de jeunes équipes du département (Vaucluse) depuis la faillite de l'Olympique Avignonnais en 1999. Le club a raté deux fois la montée en National lors de ses deux premières saisons en CFA, devancé par Toulon puis Martigues, avant de redescendre en CFA2, niveau qu'il a quitté lors de la saison 2008-2009 pour retrouver le CFA.

### Fusion abandonnée avec Avignon (2010)
Afin de viser la montée en National à court terme, puis devenir le premier club professionnel du Vaucluse depuis la faillite de l'Olympique d'Avignon, il a été question pendant 2 saisons d'une fusion entre Le Pontet et Avignon Foot 84 (Division d'Honneur). Le nom du club (Union Sportive Avignon-Pontet) et les couleurs du club (jaune et bleu) avaient même été officialisés, mais cette fusion fut abandonnée au dernier moment par la municipalité avignonnaise, officiellement car ce n'était pas le bon moment à cause de la crise financière mondiale, mais il semblerait que la participation de la ville d'Avignon dans le nouveau club professionnel de l'AC Arles-Avignon (Ligue 2) y soit pour quelque chose.

### Stagnation en CFA (2009-2017)
À la suite de sa montée en CFA, l'US Pontet a été contrainte de changer de stade, le stade Montbord (2 000 places) ne répondant plus aux normes de la CFA (alors qu'il y répondait il y a 2 ans). Le club évolue désormais au stade de Fargues (6 000 places), antre habituel du club de rugby et accueillant souvent des rencontres amicales de l'Olympique de Marseille, comme en juillet 2009 face à l'AC Ajaccio (1-0).
En juillet 2012, Jean-Marc Conrad, l'ancien président de l'Athlétic Club Arles-Avignon entre 2007 et 2009, devient actionnaire majoritaire et ambitionne de faire de l'USP, le premier club du grand Avignon. Il est même élu coprésident du club avec Thierry Bernard, le 5 septembre 2012. L'USP devient alors depuis sa montée en CFA durant la saison 2008-2009 un pensionnaire de ce championnat. Malgré cela, les saisons sont difficiles pour l'équipe qui finit souvent dans le bas de tableau et frôle souvent d'une ou de deux places la zone de relégation (Saisons 2011-12, 2012-13, 2014-15) où l'équipe aura eu du mal à se maintenir. Une volonté de bien faire est partagée par les membres du staff, qui espèrent la meilleure place malgré les années passées qui furent difficiles. L'effectif change peu, mais Manuel Nogueira devient l’entraîneur de l’équipe de CFA (Équipe 1 du club). 
Lors de la saison 2015-2016, l'USP entame une saison plutôt correct en pointant à la 7e place du groupe C avec 19 unités après 8 journées. Le 19 décembre 2015 lors de la trêve hivernale pour le championnat de CFA (Groupe C) l'USP est à la 9e place du championnat avec 29 unité (4V, 4N, 5D .) Le samedi 8 avril 2016, Le Pontet après une nouvelle défaite contre Tarbes a domicile, se retrouve huitième dans une situation peu confortable et se retrouve proche de la zone de relégation, à la suite d'une seule victoire en cinq matchs (1V, 1N, 3D) ce qui entraîne la réunion du bureau directeur du club les jours qui suivent. Réuni le mardi 12 avril 2016, le bureau directeur de l'US Le Pontet a décidé de maintenir son entraîneur, Manuel Nogueira, jusqu'à la fin de la saison. Lors de la dernière journée de Championnat le 4 juin 2016, Le Pontet sauve sa place en CFA après avoir battu Hyères sur le score de 1-2. 
Le 28 juin 2016, Mohamed Chaouch devient le nouvel entraîneur du club mais démissionne de son poste d'entraîneur, après deux défaites et un match nul avec le club pointant a la 19e place. M. Chaouch a indiqué qu'il « n'avait jamais pu travailler comme il l'entendait ». Le 4 septembre 2016, le président Jihad Meroueh d'annoncer qu'il ne sera plus le président du club avant la fin de l’année civile pour cause professionnelle. Le 5 octobre 2016, Rachid Bekhti devient le nouveau président du club. Dans la foulée, le nouveau boss de l'écurie du Vaucluse a indiqué qu'Albert Falette allait prendre place sur le banc. Le 29 avril 2017, après une défaite 2-0 contre l’équipe de Fréjus, l’équipe est condamnée a la descente en CFA2, après huit saisons en CFA.

### Une nouvelle dénomination: US Le Pontet Grand Avignon 84 (depuis 2017)
Le 4 mai 2017, à la suite de l’assemblée générale du club, le comité directeur du club valide la restructuration du club ainsi que la nouvelle dénomination du club : US Le Pontet Grand Avignon 84. À l'instar de l'Étoile Football Club Fréjus Saint-Raphaël ou plus récemment de l'US Quevilly-Rouen Métropole et de Marignane Gignac FC, le club du Vaucluse élargit sa dénomination afin d'accroître les potentialités de financement du club. 

## Structure du club

### Couleurs et évolution du blason
Les couleurs du club sont jaune et noir

Premier écusson
Second écusson

## Bilan sportif

### Bilan saison par saison en championnat
| Saisons | Division           | Matchs Joués | Place | Points | Victoires | Nuls | Défaites | Buts marqués | Buts encaissés | Différence |
| 2019-20 | Régional 2         | 16           | 11    | 10     | 4         | 0    | 12       | 31           | 47             | -16        |
| 2018-19 | National 3         | 24           | 12    | 14     | 4         | 2    | 18       | 19           | 50             | +31        |
| 2017-18 | National 3         | 26           | 6     | 38     | 9         | 11   | 6        | 41           | 28             | +13        |
| 2016-17 | CFA                | 30           | 16    | 24     | 5         | 9    | 16       | 25           | 45             | -20        |
| 2015-16 | CFA                | 28           | 12    | 62     | 9         | 7    | 12       | 38           | 40             | -2         |
| 2010-11 | CFA                | 34           | 11    | 78     | 11        | 11   | 12       | 61           | 63             | -2         |
| 2009-10 | CFA                | 34           | 14    | 75     | 10        | 11   | 13       | 40           | 54             | -14        |
| 2008-09 | CFA 2              | 30           | 2     | 82     | 13        | 13   | 4        | 40           | 29             | +11        |
| 2007-08 | CFA 2              | 30           | 2     | 88     | 16        | 10   | 4        | 52           | 27             | +25        |
| 2006-07 | CFA                | 34           | 16    | 72     | 9         | 11   | 14       | 39           | 46             | -7         |
| 2005-06 | CFA                | 34           | 3     | 92     | 15        | 13   | 6        | 30           | 23             | +7         |
| 2004-05 | CFA                | 34           | 3     | 94     | 17        | 9    | 8        | 49           | 28             | +21        |
| 2003-04 | CFA 2              | 30           | 1     | 90     | 18        | 6    | 6        | 56           | 26             | +30        |
| 2002-03 | Division d'Honneur | 28           | 2     | 89     | 18        | 7    | 3        | 51           | 16             | +35        |
| 2001-02 | Division d'Honneur | 26           | 4     | 67     | 13        | 4    | 9        | 47           | 36             | +11        |
| 2000-01 | Division d'Honneur | 26           | 7     | 60     | 11        | 3    | 12       | 30           | 33             | -3         |
| 1999-00 | Division d'Honneur | 22           | 3     | 58     | 9         | 9    | 4        | 30           | 22             | +8         |
| 1998-99 | Division d'Honneur | 22           | 4     | 59     | 11        | 4    | 7        | 33           | 20             | +13        |
| 1997-98 | Division d'Honneur | 22           | 5     | 53     | 7         | 10   | 5        | 33           | 31             | +2         |
| 1996-97 | Division d'Honneur | 20           | 9     | 43     | 6         | 5    | 9        | 19           | 26             | -7         |

## Joueurs et personnalités du club

### Entraîneurs
- 2007-2009 :  /  André Bodji
- 2008-2010 :  Dominique Veilex
- Juin 2010-septembre 2010 :  Christian Dalger
- Février 2012-juin 2012 :  Dominique Veilex
- Juin 2014-septembre 2014 :  Noël Tosi
- Octobre 2016 - :  Albert Falette

### Anciens joueurs
- Romain Philippoteaux
- Maurice-Junior Dalé
- Samir Benmeziane
- Steven Pelé
- Benoît Paire
- Joris chotard